# Liste des anciennes communes de la Corrèze
Cette page a pour objectif de retracer toutes les modifications communales dans le département de la Corrèze : les anciennes communes qui ont existé depuis la Révolution française, ainsi que les créations, les modifications officielles de nom, ainsi que les échanges de territoires entre communes.
Le nombre de communes dans ce département est resté extraordinairement stable passant de 295 en 1800  à 277 aujourd'hui (au 1er janvier 2025). Il est vrai que dans ce territoire rural, le nombre de communes est relativement peu important, avec en conséquence des distances importantes entre villages. Les plus petits d'entre eux ont été regroupés dès la période révolutionnaire. La loi NOTRe sur les "communes nouvelles" laisse apparaître un tout petit frémissement de regroupements, modeste et le plus souvent par groupes de deux communes.

## Fusions
| Nom de la commune nouvelle    | Communes réunies                                 | Régime                                                         | Date (et nature) de la décision             | Date d'effet                                |
| ----------------------------- | ------------------------------------------------ | -------------------------------------------------------------- | ------------------------------------------- | ------------------------------------------- |
| Les Trois-Saints              | Saint-Ybard                                      | commune nouvelle (avec communes déléguées)                     | 25 septembre 2024 (Arrêté)                  | 1er janvier 2025                            |
| Les Trois-Saints              | Saint-Martin-Sepert                              | commune nouvelle (avec communes déléguées)                     | 25 septembre 2024 (Arrêté)                  | 1er janvier 2025                            |
| Les Trois-Saints              | Saint-Pardoux-Corbier                            | commune nouvelle (avec communes déléguées)                     | 25 septembre 2024 (Arrêté)                  | 1er janvier 2025                            |
| Montaignac-sur-Doustre        | Montaignac-Saint-Hippolyte                       | commune nouvelle (SANS communes déléguées)                     | 30 septembre 2021 (Arrêté) ,                | 1er janvier 2022                            |
| Montaignac-sur-Doustre        | Le Jardin                                        | commune nouvelle (SANS communes déléguées)                     | 30 septembre 2021 (Arrêté) ,                | 1er janvier 2022                            |
| Lagarde-Marc-la-Tour          | Lagarde-Enval                                    | commune nouvelle (avec communes déléguées)                     | 6 décembre 2018 (Arrêté) ,                  | 1er janvier 2019                            |
| Lagarde-Marc-la-Tour          | Marc-la-Tour                                     | commune nouvelle (avec communes déléguées)                     | 6 décembre 2018 (Arrêté) ,                  | 1er janvier 2019                            |
| Laguenne-sur-Avalouze         | Laguenne                                         | commune nouvelle (avec communes déléguées)                     | 5 novembre 2018 (Arrêté) ,                  | 1er janvier 2019                            |
| Laguenne-sur-Avalouze         | Saint-Bonnet-Avalouze                            | commune nouvelle (avec communes déléguées)                     | 5 novembre 2018 (Arrêté) ,                  | 1er janvier 2019                            |
| Beaulieu-sur-Dordogne         | Beaulieu-sur-Dordogne                            | commune nouvelle (avec communes déléguées)                     | 28 juin 2018 (Arrêté) ,                     | 1er janvier 2019                            |
| Beaulieu-sur-Dordogne         | Brivezac                                         | commune nouvelle (avec communes déléguées)                     | 28 juin 2018 (Arrêté) ,                     | 1er janvier 2019                            |
| Argentat-sur-Dordogne         | Argentat                                         | commune nouvelle (avec communes déléguées)                     | 28 juin 2016 (Arrêté) ,                     | 1er janvier 2017                            |
| Argentat-sur-Dordogne         | Saint-Bazile-de-la-Roche                         | commune nouvelle (avec communes déléguées)                     | 28 juin 2016 (Arrêté) ,                     | 1er janvier 2017                            |
| Sarroux - Saint Julien        | Sarroux                                          | commune nouvelle (SANS communes déléguées depuis le 18-1-2017) | 22 juin 2016 (Arrêté) ,                     | 1er janvier 2017                            |
| Sarroux - Saint Julien        | Saint-Julien-près-Bort                           | commune nouvelle (SANS communes déléguées depuis le 18-1-2017) | 22 juin 2016 (Arrêté) ,                     | 1er janvier 2017                            |
| Malemort                      | Malemort-sur-Corrèze                             | commune nouvelle (avec communes déléguées)                     | 14 novembre 2015 (Arrêté) ,                 | 1er janvier 2016                            |
| Malemort                      | Venarsal                                         | commune nouvelle (avec communes déléguées)                     | 14 novembre 2015 (Arrêté) ,                 | 1er janvier 2016                            |
| Ussel                         | Ussel                                            | fusion association                                             | 26 novembre 1976 (Arrêté)                   | 1er janvier 1977                            |
| Ussel                         | La Tourette                                      | fusion association                                             | 26 novembre 1976 (Arrêté)                   | 1er janvier 1977                            |
| Ussel                         | Ussel                                            | fusion association                                             | 30 décembre 1972 (Arrêté)                   | 1er janvier 1973                            |
| Ussel                         | Saint-Dézery                                     | fusion association                                             | 30 décembre 1972 (Arrêté)                   | 1er janvier 1973                            |
| Camps-Saint-Mathurin-Léobazel | Camps                                            | fusion association (fusion simple depuis le 1-1-2006)          | 30 décembre 1972 (Arrêté)                   | 1er janvier 1973                            |
| Camps-Saint-Mathurin-Léobazel | Saint-Mathurin-Léobazel                          | fusion association (fusion simple depuis le 1-1-2006)          | 30 décembre 1972 (Arrêté)                   | 1er janvier 1973                            |
| Sornac-Saint-Germain-Lavolps  | Sornac (commune rétablie en 1981)                | fusion association (dissoute en 1981)                          | 30 novembre 1972 (Arrêté)                   | 1er janvier 1973                            |
| Sornac-Saint-Germain-Lavolps  | Saint-Germain-Lavolps (commune rétablie en 1981) | fusion association (dissoute en 1981)                          | 30 novembre 1972 (Arrêté)                   | 1er janvier 1973                            |
| Chartrier-Ferrière            | Chartrier                                        | fusion                                                         | 8 octobre 1846 (Ordonnance)                 | 8 octobre 1846 (Ordonnance)                 |
| Chartrier-Ferrière            | Ferrière                                         | fusion                                                         | 8 octobre 1846 (Ordonnance)                 | 8 octobre 1846 (Ordonnance)                 |
| Meymac                        | Meymac                                           | fusion                                                         | 17 juin 1846 (Loi)                          | 17 juin 1846 (Loi)                          |
| Meymac                        | Saint-Germain-le-Lièvre                          | fusion                                                         | 17 juin 1846 (Loi)                          | 17 juin 1846 (Loi)                          |
| Chenailler-Mascheix           | Chenailler                                       | fusion                                                         | 23 octobre 1843 (Ordonnance)                | 23 octobre 1843 (Ordonnance)                |
| Chenailler-Mascheix           | Mascheix                                         | fusion                                                         | 23 octobre 1843 (Ordonnance)                | 23 octobre 1843 (Ordonnance)                |
| Pérols                        | Pérols                                           | fusion                                                         | 23 octobre 1843 (Ordonnance)                | 23 octobre 1843 (Ordonnance)                |
| Pérols                        | Barsanges                                        | fusion                                                         | 23 octobre 1843 (Ordonnance)                | 23 octobre 1843 (Ordonnance)                |
| Ayen                          | Ayen                                             | fusion                                                         | 5 août 1842 (Ordonnance)                    | 5 août 1842 (Ordonnance)                    |
| Ayen                          | Temple-d'Ayen                                    | fusion                                                         | 5 août 1842 (Ordonnance)                    | 5 août 1842 (Ordonnance)                    |
| Chaveroche                    | Chaveroche                                       | fusion                                                         | 5 août 1842 (Ordonnance)                    | 5 août 1842 (Ordonnance)                    |
| Chaveroche                    | Ventejol ou Ventejoux                            | fusion                                                         | 5 août 1842 (Ordonnance)                    | 5 août 1842 (Ordonnance)                    |
| Curemonte                     | Curemonte                                        | fusion                                                         | 4 décembre 1831 (Ordonnance)                | 4 décembre 1831 (Ordonnance)                |
| Curemonte                     | Saint-Genest                                     | fusion                                                         | 4 décembre 1831 (Ordonnance)                | 4 décembre 1831 (Ordonnance)                |
| Égletons                      | Égletons                                         | fusion                                                         | 7 janvier 1831 (Ordonnance)                 | 7 janvier 1831 (Ordonnance)                 |
| Égletons                      | Vedrenne                                         | fusion                                                         | 7 janvier 1831 (Ordonnance)                 | 7 janvier 1831 (Ordonnance)                 |
| Argentat                      | Argentat                                         | fusion                                                         | 30 janvier 1830 (Ordonnance)                | 30 janvier 1830 (Ordonnance)                |
| Argentat                      | La Chapelle-aux-Plats                            | fusion                                                         | 30 janvier 1830 (Ordonnance)                | 30 janvier 1830 (Ordonnance)                |
| Uzerche                       | Uzerche                                          | fusion                                                         | 22 février 1826 (Ordonnance)                | 22 février 1826 (Ordonnance)                |
| Uzerche                       | Sainte-Eulalie                                   | fusion                                                         | 22 février 1826 (Ordonnance)                | 22 février 1826 (Ordonnance)                |
| Saint-Angel                   | Saint-Angel                                      | fusion                                                         | Avant 1806                                  | Avant 1806                                  |
| Saint-Angel                   | Saint-Fréjoux-le-Mineur                          | fusion                                                         | Avant 1806                                  | Avant 1806                                  |
| Tulle                         | Tulle                                            | fusion                                                         | 10 juillet 1794 (Arrêté) (22 messidor an 2) | 10 juillet 1794 (Arrêté) (22 messidor an 2) |
| Tulle                         | Laguenne (commune rétablie en 1808)              | fusion                                                         | 10 juillet 1794 (Arrêté) (22 messidor an 2) | 10 juillet 1794 (Arrêté) (22 messidor an 2) |
| Allassac                      | Allassac                                         | fusion                                                         | 1790-1794                                   | 1790-1794                                   |
| Allassac                      | Saint-Laurent                                    | fusion                                                         | 1790-1794                                   | 1790-1794                                   |
| Altillac                      | Altillac                                         | fusion                                                         | 1790-1794                                   | 1790-1794                                   |
| Altillac                      | Fontmerle                                        | fusion                                                         | 1790-1794                                   | 1790-1794                                   |
| Argentat                      | Argentat                                         | fusion                                                         | 1790-1794                                   | 1790-1794                                   |
| Argentat                      | Le Bastier                                       | fusion                                                         | 1790-1794                                   | 1790-1794                                   |
| Bar                           | Bar                                              | fusion                                                         | 1790-1794                                   | 1790-1794                                   |
| Bar                           | Hublanges                                        | fusion                                                         | 1790-1794                                   | 1790-1794                                   |
| Beyssenac                     | Beyssenac                                        | fusion                                                         | 1790-1794                                   | 1790-1794                                   |
| Beyssenac                     | Villemaux                                        | fusion                                                         | 1790-1794                                   | 1790-1794                                   |
| Bugeat                        | Bugeat                                           | fusion                                                         | 1790-1794                                   | 1790-1794                                   |
| Bugeat                        | Ternat                                           | fusion                                                         | 1790-1794                                   | 1790-1794                                   |
| Chamberet                     | Chamberet                                        | fusion                                                         | 1790-1794                                   | 1790-1794                                   |
| Chamberet                     | Bonnat                                           | fusion                                                         | 1790-1794                                   | 1790-1794                                   |
| Chamberet                     | Cheyron                                          | fusion                                                         | 1790-1794                                   | 1790-1794                                   |
| La Chapelle-aux-Brocs         | La Chapelle-aux-Brocs                            | fusion                                                         | 1790-1794                                   | 1790-1794                                   |
| La Chapelle-aux-Brocs         | Prugne                                           | fusion                                                         | 1790-1794                                   | 1790-1794                                   |
| Clergoux                      | Clergoux                                         | fusion                                                         | 1790-1794                                   | 1790-1794                                   |
| Clergoux                      | Coudert (canton de Clergoux)                     | fusion                                                         | 1790-1794                                   | 1790-1794                                   |
| L'Église-aux-Bois             | L'Église-aux-Bois                                | fusion                                                         | 1790-1794                                   | 1790-1794                                   |
| L'Église-aux-Bois             | Neufvialle                                       | fusion                                                         | 1790-1794                                   | 1790-1794                                   |
| Gimel                         | Gimel                                            | fusion                                                         | 1790-1794                                   | 1790-1794                                   |
| Gimel                         | Saint-Étienne-de-Gimel                           | fusion                                                         | 1790-1794                                   | 1790-1794                                   |
| Lacelle                       | Lacelle                                          | fusion                                                         | 1790-1794                                   | 1790-1794                                   |
| Lacelle                       | Le Monteil-la-Combe                              | fusion                                                         | 1790-1794                                   | 1790-1794                                   |
| Lagraulière                   | Lagraulière                                      | fusion                                                         | 1790-1794                                   | 1790-1794                                   |
| Lagraulière                   | Blanchefort                                      | fusion                                                         | 1790-1794                                   | 1790-1794                                   |
| Naves                         | Naves                                            | fusion                                                         | 1790-1794                                   | 1790-1794                                   |
| Naves                         | Chaunac                                          | fusion                                                         | 1790-1794                                   | 1790-1794                                   |
| Pérols                        | Pérols                                           | fusion                                                         | 1790-1794                                   | 1790-1794                                   |
| Pérols                        | Coudert (canton de Bugeat)                       | fusion                                                         | 1790-1794                                   | 1790-1794                                   |
| Pérols                        | Orluc                                            | fusion                                                         | 1790-1794                                   | 1790-1794                                   |
| Peyrelevade                   | Peyrelevade                                      | fusion                                                         | 1790-1794                                   | 1790-1794                                   |
| Peyrelevade                   | Negarieux                                        | fusion                                                         | 1790-1794                                   | 1790-1794                                   |
| Saint-Chamant                 | Saint-Chamant                                    | fusion                                                         | 1790-1794                                   | 1790-1794                                   |
| Saint-Chamant                 | Saint-Pardoux-de-Saint-Chamant                   | fusion                                                         | 1790-1794                                   | 1790-1794                                   |
| Saint-Clément                 | Saint-Clément                                    | fusion                                                         | 1790-1794                                   | 1790-1794                                   |
| Saint-Clément                 | Les Plas                                         | fusion                                                         | 1790-1794                                   | 1790-1794                                   |
| Saint-Germain-Lavolps         | Saint-Germain-Lavolps                            | fusion                                                         | 1790-1794                                   | 1790-1794                                   |
| Saint-Germain-Lavolps         | Senangour                                        | fusion                                                         | 1790-1794                                   | 1790-1794                                   |
| Saint-Hilaire-Foissac         | Saint-Hilaire-Foissac                            | fusion                                                         | 1790-1794                                   | 1790-1794                                   |
| Saint-Hilaire-Foissac         | Chabanne                                         | fusion                                                         | 1790-1794                                   | 1790-1794                                   |
| Saint-Julien-aux-Bois         | Saint-Julien-aux-Bois                            | fusion                                                         | 1790-1794                                   | 1790-1794                                   |
| Saint-Julien-aux-Bois         | Labesse                                          | fusion                                                         | 1790-1794                                   | 1790-1794                                   |
| Saint-Julien-Maumont          | Saint-Julien                                     | fusion                                                         | 1790-1794                                   | 1790-1794                                   |
| Saint-Julien-Maumont          | Maumont                                          | fusion                                                         | 1790-1794                                   | 1790-1794                                   |
| Saint-Julien-près-Bort        | Saint-Julien-près-Bort                           | fusion                                                         | 1790-1794                                   | 1790-1794                                   |
| Saint-Julien-près-Bort        | Nussejoux                                        | fusion                                                         | 1790-1794                                   | 1790-1794                                   |
| Saint-Merd-les-Oussines       | Saint-Merd-les-Oussines                          | fusion                                                         | 1790-1794                                   | 1790-1794                                   |
| Saint-Merd-les-Oussines       | Fournols                                         | fusion                                                         | 1790-1794                                   | 1790-1794                                   |
| Saint-Pardoux-Corbier         | Saint-Pardoux                                    | fusion                                                         | 1790-1794                                   | 1790-1794                                   |
| Saint-Pardoux-Corbier         | Corbier                                          | fusion                                                         | 1790-1794                                   | 1790-1794                                   |
| Saint-Privat                  | Saint-Privat                                     | fusion                                                         | 1790-1794                                   | 1790-1794                                   |
| Saint-Privat                  | Malesse                                          | fusion                                                         | 1790-1794                                   | 1790-1794                                   |
| Saint-Setiers                 | Saint-Setiers                                    | fusion                                                         | 1790-1794                                   | 1790-1794                                   |
| Saint-Setiers                 | Le Bos                                           | fusion                                                         | 1790-1794                                   | 1790-1794                                   |
| Saint-Viance                  | Saint-Viance                                     | fusion                                                         | 1790-1794                                   | 1790-1794                                   |
| Saint-Viance                  | La Bastide                                       | fusion                                                         | 1790-1794                                   | 1790-1794                                   |
| Sornac                        | Sornac                                           | fusion                                                         | 1790-1794                                   | 1790-1794                                   |
| Sornac                        | Malepouze                                        | fusion                                                         | 1790-1794                                   | 1790-1794                                   |
| Soudaine-Lavinadière          | Soudaine                                         | fusion                                                         | 1790-1794                                   | 1790-1794                                   |
| Soudaine-Lavinadière          | Lavinadière                                      | fusion                                                         | 1790-1794                                   | 1790-1794                                   |
| Tarnac                        | Tarnac                                           | fusion                                                         | 1790-1794                                   | 1790-1794                                   |
| Tarnac                        | La Bessette                                      | fusion                                                         | 1790-1794                                   | 1790-1794                                   |
| Tarnac                        | Clupeaux                                         | fusion                                                         | 1790-1794                                   | 1790-1794                                   |
| Treignac                      | Treignac                                         | fusion                                                         | 1790-1794                                   | 1790-1794                                   |
| Treignac                      | Mazanes                                          | fusion                                                         | 1790-1794                                   | 1790-1794                                   |
| Ussac                         | Ussac                                            | fusion                                                         | 1790-1794                                   | 1790-1794                                   |
| Ussac                         | Saint-Antoine-hors-Turenne                       | fusion                                                         | 1790-1794                                   | 1790-1794                                   |

## Créations
| Nouvelle commune      | Commune affectée             | Mode de création                             | Date (et nature) de la décision | Date d'effet                 |
| --------------------- | ---------------------------- | -------------------------------------------- | ------------------------------- | ---------------------------- |
| Sornac                | Sornac-Saint-Germain-Lavolps | démembrement et suppression (rétablissement) | 17 septembre 1981 (Arrêté)      | 1er janvier 1982             |
| Saint-Germain-Lavolps | Sornac-Saint-Germain-Lavolps | démembrement et suppression (rétablissement) | 17 septembre 1981 (Arrêté)      | 1er janvier 1982             |
| Madranges             | Le Lonzac                    | démembrement                                 | 12 décembre 1904 (Loi)          | 12 décembre 1904 (Loi)       |
| Le Pescher            | Sérilhac                     | démembrement                                 | 25 juin 1897 (Loi)              | 25 juin 1897 (Loi)           |
| Lagleygeolle          | Meyssac                      | démembrement                                 | 5 août 1869 (Loi)               | 5 août 1869 (Loi)            |
| Lagleygeolle          | Noailhac                     | démembrement                                 | 5 août 1869 (Loi)               | 5 août 1869 (Loi)            |
| Lagleygeolle          | Sérilhac                     | démembrement                                 | 5 août 1869 (Loi)               | 5 août 1869 (Loi)            |
| Chapelle-Spinasse     | Montaignac-Saint-Hippolyte   | démembrement                                 | 23 juin 1835 (Arrêté)           | 23 juin 1835 (Arrêté)        |
| Laguenne              | Tulle                        | démembrement                                 | 21 février 1808 (Ordonnance)    | 21 février 1808 (Ordonnance) |
| Aubazine              | Cornil                       | démembrement                                 | 1793                            | 1793                         |

## Modifications de nom officiel
| Ancien nom             | Nouveau nom                     | Date (et nature) de la décision |
| ---------------------- | ------------------------------- | ------------------------------- |
| Billac                 | Bilhac                          | 10 août 2007 (Décret)           |
| Gimel                  | Gimel-les-Cascades              | 8 février 1974 (Décret)         |
| Collonges              | Collonges-la-Rouge              | 29 août 1969 (Décret)           |
| Port-Dieu              | Confolent-Port-Dieu             | 22 décembre 1950 (Décret)       |
| Murat-Corrèze          | Gourdon-Murat                   | 18 mars 1936 (Décret)           |
| Saint-Hippolyte        | Montaignac-Saint-Hippolyte      | 1er mars 1932 (Décret)          |
| Brive                  | Brive-la-Gaillarde              | 3 août 1929 (Décret)            |
| Jugeals                | Jugeals-Nazareth                | 9 août 1927 (Décret)            |
| Saint-Bonnet-le-Pauvre | Saint-Bonnet-les-Tours-de-Merle | 17 novembre 1925 (Décret)       |
| Ségur-les-Goujons      | Ségur-le-Château                | 1er mai 1924 (Décret)           |
| Brignac                | Brignac-la-Plaine               | 7 janvier 1921 (Décret)         |
| Bort                   | Bort-les-Orgues                 | 24 décembre 1919 (Décret)       |
| Les Angles             | Les Angles-sur-Corrèze          | 16 août 1919 (Décret)           |
| Beaulieu               | Beaulieu-sur-Dordogne           | 16 août 1919 (Décret)           |
| Chanac                 | Chanac-les-Mines                | 16 août 1919 (Décret)           |
| Chauffour              | Chauffour-sur-Vell              | 16 août 1919 (Décret)           |
| Chirac                 | Chirac-Bellevue                 | 16 août 1919 (Décret)           |
| Condat                 | Condat-sur-Ganaveix             | 16 août 1919 (Décret)           |
| Couffy                 | Couffy-sur-Sarsonne             | 16 août 1919 (Décret)           |
| Ladignac               | Ladignac-sur-Rondelles          | 16 août 1919 (Décret)           |
| Lafage                 | Lafage-sur-Sombre               | 16 août 1919 (Décret)           |
| Lagarde                | Lagarde-Enval                   | 16 août 1919 (Décret)           |
| Laval                  | Laval-sur-Luzège                | 16 août 1919 (Décret)           |
| Lissac                 | Lissac-sur-Couze                | 16 août 1919 (Décret)           |
| Malemort               | Malemort-sur-Corrèze            | 16 août 1919 (Décret)           |
| Monceaux               | Monceaux-sur-Dordogne           | 16 août 1919 (Décret)           |
| Murat                  | Murat-Corrèze                   | 16 août 1919 (Décret)           |
| Orgnac                 | Orgnac-sur-Vézère               | 16 août 1919 (Décret)           |
| Péret                  | Péret-Bel-Air                   | 16 août 1919 (Décret)           |
| Pérols                 | Pérols-sur-Vézère               | 16 août 1919 (Décret)           |
| Queyssac               | Queyssac-les-Vignes             | 16 août 1919 (Décret)           |
| Saint-Cirgues          | Saint-Cirgues-la-Loutre         | 16 août 1919 (Décret)           |
| Saint-Eloy             | Saint-Éloy-les-Tuileries        | 16 août 1919 (Décret)           |
| Saint-Exupéry          | Saint-Exupéry-les-Roches        | 16 août 1919 (Décret)           |
| Ségur                  | Ségur-les-Goujons               | 16 août 1919 (Décret)           |
| Servières              | Servières-le-Château            | 16 août 1919 (Décret)           |
| Vars                   | Vars-sur-Roseix                 | 16 août 1919 (Décret)           |
| Vitrac                 | Vitrac-sur-Montane              | 16 août 1919 (Décret)           |
| Salon                  | Salon-la-Tour                   | 8 janvier 1880 (Décret)         |

### Noms révolutionnaires
- Air-Salutaire > Saint-Solve
- Angel-la-Montagne > Saint-Angel
- Arnac-la-Prairie > Arnac-Pompadour
- Aubepart > Saint-Cyr-la-Roche
- Aubepeyre > Saint-Cyr-la-Roche
- Augustin-la-Monédière > Saint-Augustin
- Avelque-Courte > Saint-Viance
- Bel-Air > Saint-Robert
- Belle-Rive > Saint-Viance
- Bellone > Saint-Pardoux-la-Croisille
- Bonnet-Avalouze > Saint-Bonnet-Avalouze
- Bonnet-la-Forêt > Saint-Bonnet-l'Enfantier
- Bonnet-le-Pauvre > Saint-Bonnet-les-Tours-de-Merle
- Bonnet-près-Bort > Saint-Bonnet-le-Port-Dieu (Saint-Bonnet-près-Bort)
- Bonnet-Rouge > Saint-Bonnet-la-Rivière
- La Bruyère > Saint-Julien-le-Pèlerin
- Bruyère-les-Vergnes > Saint-Germain-les-Vergnes
- Champagnac-la-Montagne > Champagnac-la-Noaille
- Champagne-le-Doustre > Champagnac-la-Noaille
- La Chapelle-aux-Prés > La Chapelle-aux-Saints
- Ciclamen > Saint-Clément
- Cirgues-l'Etze > Saint-Cirgues-la-Loutre
- Clément > Saint-Clément
- Coq-Hardy > Saint-Jal
- Coradelphie > Saint-Pardoux-Corbier
- Côte-Montagnarde > Saint-Bazile-de-Meyssac
- Cyprien > Saint-Cyprien
- Le Doustre > Chapelle-Spinasse
- L'Égalité > Cosnac
- Entraygues-sans-Culottes > Saint-Martial-Entraygues
- Faubourg-Égalité > Uzerche
- Fortunade > Sainte-Fortunade
- La Fraternité > Chasteaux
- La Fraternité > Saint-Chamant
- La Fraternité > Saint-Pantaléon-de-Larche
- Fréjoux > Saint-Fréjoux
- Foissac-la-Luzège > Saint-Hilaire-Foissac
- Geniès-las-Costas > Saint-Geniez-ô-Merle
- Germain-la-Bruyère > Saint-Germain-les-Vergnes
- Gimel-Dordogne > Saint-Merd-de-Lapleau
- Hilaire-la-Luzège > Saint-Hilaire-Foissac
- Les Jacobins-de-la-Méanne > Saint-Martin-la-Méanne
- Julien-la-Bruguière > Saint-Julien-le-Pèlerin
- Julien-près-Bort > Saint-Julien-près-Bort
- Julien-Quinsat > Saint-Julien-aux-Bois
- Liberté-Bonnet-Rouge > Saint-Bonnet-Elvert
- Lime-et-Monmont > Saint-Julien-Maumont
- Martial-de-Gimel > Saint-Martial-de-Gimel
- Martial-sans-Culotte > Saint-Martial-de-Gimel
- Martin-sans-Culottes > Saint-Martin-la-Méanne
- Martin-Sepert > Saint-Martin-Sepert
- Martin-Valmouroux > Saint-Martin-Sepert
- Mexant > Saint-Mexant
- Meyrignac-la-Montagne > Meyrignac-l'Église
- Monmont-et-Lime > Saint-Julien-Maumont
- La Montagne > Eygurande
- Montagne-Frimaire > Sainte-Féréole
- La Montane > Saint-Priest-de-Gimel
- Montfrimaire > Sainte-Féréole
- Mont-Bel-Air > Saint-Robert
- Mont-Franc > Turenne
- Moustier-la-Luzège > Moustier-Ventadour
- L'Ortigier > Saint-Pardoux-l'Ortigier
- Pantaléon > Saint-Pantaléon-de-Larche
- Pardoux > Saint-Pardoux-le-Vieux
- Pardoux et Corbier > Saint-Pardoux-Corbier
- Paul > Saint-Paul
- Petit-Bourg > Saint-Cyprien
- Le Peyrou-Marat > Saint-Hilaire-Peyroux
- Les Prés > La Chapelle-aux-Saints
- Privat-Haute-Montagne > Saint-Privat
- Privat-le-Centre > Saint-Privat
- Salvador > Saint-Salvadour
- Solve-Salamar > Saint-Solve
- Sornin-Lavaux > Saint-Sornin-Lavolps
- Soursac-Moustier > Soursac
- Sylvain-l'Égalité > Saint-Sylvain
- Treignac-la-Montagne > Treignac
- Union > Saint-Sylvain
- L'Union > Saint-Cernin-de-Larche
- L'Union-sur-Vézère > Saint-Ybard
- L'Unité > Saint-Aulaire
- Yrieix-le-Déjalat > Saint-Yrieix-le-Déjalat

## Transferts vers autre département

### 1793
Les 10 communes suivantes sont rattachées à la Dordogne
- Boisseuilh
- Coubjours
- Génis
- Payzac
- Saint-Cyr-les-Champagnes
- Saint-Mesmin
- Salagnac
- Savignac (aujourd'hui Savignac-Lédrier)
- Saint-Trié (aujourd'hui Sainte-Trie)
- Teillots

## Modifications de limites communales
Le plus souvent, les modifications des limites communales décidées par arrêtés préfectoraux ne sont pas répertoriées dans le Journal officiel ni dans le Bulletin officiel.
| La commune de ...                 | ... cède du territoire à la commune de ... | Précisions                                                                    | Date (et nature) de la décision |
| --------------------------------- | ------------------------------------------ | ----------------------------------------------------------------------------- | ------------------------------- |
| Champagnac-la-Noaille             | Clergoux                                   | Superficie de 22 ha 43 a 82 ca                                                | 6 février 1985 (Décret)         |
| Clergoux                          | Champagnac-la-Noaille                      | Lieux-dits de Deux-Fonds et les Agadis Superficie de 44 ha 85 a 89 ca         | 6 février 1985 (Décret)         |
| Port-Dieu                         | Monestier-Port-Dieu                        | Section non submergée du hameau de Conchette (mise en eau du barrage de Bort) | 22 décembre 1950 (Décret)       |
| Port-Dieu                         | Larodde (département du Puy-de-Dôme)       | Section non submergée située sur la rive gauche de la Dordogne                | 22 décembre 1950 (Décret)       |
| La Tourette                       | Ussel                                      | Terrain des fonderies Montupet Superficie de 11 ha 72 a 10 ca                 | 22 août 1950 (Décret)           |
| Bassignac-le-Bas                  | Reygade                                    |                                                                               | 17 avril 1928 (Décret) ,        |
| Turenne                           | Jugeals                                    |                                                                               | 16 février 1927 (Loi)           |
| Pradines                          | Lestards                                   |                                                                               | 16 juillet 1878 (Décret)        |
| Tarnac                            | Saint-Merd-les-Oussines                    | Hameaux de Vegeolle et le Moulin de Chabannes                                 | 5 décembre 1873 (Décret)        |
| Mansac Yssandon Brignac           | Brignac Mansac Yssandon                    |                                                                               | 2 mars 1855 (Loi)               |
| Champagnac-la-Noaille             | Clergoux                                   | Hameaux de Sédières et Artiges                                                | 20 mai 1854 (Loi)               |
| Gumont                            | La Roche-Canillac                          |                                                                               | 31 janvier 1852 (Décret)        |
| Saint-Julien-près-Bort            | Bort                                       | Section de Rébeyrolle                                                         | 25 avril 1847 (Loi)             |
| Saint-Bonnet-Elvert               | Champagnac-la-Prune                        | Villages de Graffeuil, le Theil et le Chassang                                | 24 juillet 1843 (Loi)           |
| Saint-Exupéry                     | Mestes                                     | Villages de Parrédon, la Forse-Haute et la Forse-Basse                        | 19 mars 1841 (Loi)              |
| Saint-Paul                        | Marc-la-Tour                               | Villages de Habilis, Enconches, Laborie, Marc-le-Vieux et Nutiège             | 18 mars 1836 (Ordonnance)       |
| Aubazines                         | Le Chastang                                | Village du Mas et ses dépendances                                             | 30 mars 1831 (Loi)              |
| Fénier (département de la Creuse) | Peyrelevade                                | Villages de Comps et de Laganne (enclaves)                                    | 20 mars 1831 (Loi)              |
| Lacelle                           | Rempnat (département de la Haute-Vienne)   | Enclave de la Villeneuve                                                      | 26 mars 1829 (Loi)              |

## Divers
- Glénic > Autre nom de Servières-le-Château

## Communes associées
Liste des communes ayant, ou ayant eu (en italique), à la suite d'une fusion, le statut de commune associée.
| Nom de la commune       | Code INSEE | Fusion-association                     | Fusion-association | Fusion-association | Fusion-association                       | D - Défusion ou F - transformation de l'association en fusion simple | D - Défusion ou F - transformation de l'association en fusion simple | D - Défusion ou F - transformation de l'association en fusion simple | D - Défusion ou F - transformation de l'association en fusion simple |
| Nom de la commune       | Code INSEE | date de la décision                    | date d'effet       | commune absorbante | nom de la commune résultant de la fusion | D/F                                                                  | date de la décision                                                  | date d'effet                                                         | commentaire                                                          |
| ----------------------- | ---------- | -------------------------------------- | ------------------ | ------------------ | ---------------------------------------- | -------------------------------------------------------------------- | -------------------------------------------------------------------- | -------------------------------------------------------------------- | -------------------------------------------------------------------- |
| Saint-Mathurin-Léobazel | 19224      | Arrêté préfectoral du 30 décembre 1972 | 1er janvier 1973   | Camps              | Camps-Saint-Mathurin-Léobazel            | F                                                                    | Arrêté préfectoral du 2 décembre 2005                                | 1er janvier 2006                                                     |                                                                      |
| Saint-Germain-Lavolps   | 19206      | Arrêté préfectoral du 30 novembre 1972 | 1er décembre 1972  | Sornac             | Sornac-Saint-Germain-Lavolps             | D                                                                    | Arrêté préfectoral du 17 septembre 1981                              | 1er janvier 1982                                                     | Sornac-Saint-Germain-Lavolps reprend le nom de Sornac                |
| Saint-Dézery            | 19197      | Arrêté préfectoral du 30 décembre 1972 | 1er janvier 1973   | Ussel              | Ussel                                    |                                                                      |                                                                      |                                                                      |                                                                      |
| La Tourette             | 19267      | Arrêté préfectoral du 26 novembre 1976 | 1er janvier 1977   | Ussel              | Ussel                                    |                                                                      |                                                                      |                                                                      |                                                                      |